# Alberto Adriani (paroisse civile)
Pour les articles homonymes, voir Alberto Adriani.
Alberto Adriani est l'une des trois paroisses civiles de la municipalité de Fernández Feo dans l'État de Táchira au Venezuela. Sa capitale est Puerto Teteo.